# Santa Fe de la Laguna
Santa Fe de la Laguna es una localidad michoacana perteneciente al municipio de Quiroga, ubicado a 27 kilómetros de Pátzcuaro (México). Es un asentamiento purépecha que conserva su cultura y sus costumbres, de hecho, se puede contemplar por sus calles a las mujeres ataviadas con el tradicional traje indígena. Los habitantes del lugar, en su mayoría alfareros, realizan vistosas piezas artesanales con variedad de formas y colores.
El lugar tomó relevancia a nivel mundial debido a que fue gran influencia para la realización de la película producida por Pixar Animation Studios y distribuida por Walt Disney Studios Motion Pictures, en tributo a la festividad de día de muertos, llamada Coco, que fue dirigida por Lee Unkrich y donde la Parroquia de San Nicolás de Bari es la inspiración para la iglesia que aparece en la película, así como el personaje que da vida a Mamá Coco está inspirado en una mujer habitante de dicha comunidad de nombre María Salud Ramírez Caballero.

## Toponimia
Basado en el libro Utopía de Tomás Moro el pueblo es fundado con el nombre de Santa Fe así como otros pueblos previamente establecidos tomando como referencia Santa Fe cerca de la Ciudad de México y agregando el término «de la Laguna» por el lago de Pátzcuaro, del cual el pueblo se encontraba en la orilla del mismo.

## Historia
Santa Fe de la Laguna fue fundado en 1533 por Vasco de Quiroga, uno de los primeros y más recordados misioneros que llegaron a América a hacer labores de evangelización. El sacerdote estableció aquí un hospital, que también fue el primero en la región.
A diferencia de lo que ocurrió en otros lados, en donde las culturas originarias fueron exterminadas, en este pueblo se respetaron las costumbres y cultura de los purépechas, lo que permitió que se mantuvieran hasta la actualidad. Para lograrlo, Vasco de Quiroga hizo un cruce de formas de organización, convivencia y producción basadas en las utopías de Tomás Moro con aquellas que eran practicadas por el pueblo purépecha.

## Ubicación
Se ubica en el centro-sur del municipio de Quiroga a una altitud de 2046 metros sobre el nivel del mar, a pocos metro de la orilla norte del lago de Pátzcuaro. Es atravesada por la Carretera Federal 15 que la une con la cabecera municipal, Quiroga, con tan solo 3 kilómetros de distancia.

## Demografía
Santa Fe de la Laguna cuenta según datos de XIV Censo General de Población y Vivienda con una población de 5393 habitantes, de los cuales 2533 son hombres y 2860 son mujeres. Es por su población la 95.ª localidad más poblada de Michoacán y la segunda más poblada del municipio de Quiroga.

### Población de Santa Fe de la Laguna 1910-2020[7]
| Gráfica de evolución demográfica de Santa Fe de la Laguna entre 1900 y 2020                       |
|                                                                                                   |
| Población de los censos del Instituto Nacional de Estadística y Geografía (INEGI) de 1900 a 2020. |